# Atlanta Gladiators
Atlanta Gladiators – amerykański klub hokeja na lodzie z siedzibą w Duluth.
Pierwotny istniał klub Mobile Mysticks od 1995, który zawiesił działalność i został przeniesiony do Duluth i funkcjonował jako Gwinnett Gladiators. W 2015 nazwę przemianowano na Atlanta Gladiators.
Drużyna Gwinnett Gladiators pełniła funkcję zespołu farmerskiego dla klubu Atlanta Thrashers oraz dla Columbus Blue Jackets (2009-2010) z NHL. Atlanta Gladiators była drużyną farmerską dla Arizona Coyotes, od 2015 Boston Bruins, a od 2021 dla Ottawa Senators.
Jako trener pracował w klubie Nathan Oystrick.

## Sukcesy
- Mistrzostwo dywizji ECHL: 2006, 2012, 2013
- Mistrzostwo konferencji ECHL: 2006
- Finał ECHL o Kelly Cup: 2006